# Johaness Makouvia
 (août 2025).
Johaness Makouvia est un diplomate et militant togolais, reconnu pour ses actions en faveur de la paix, de la cohésion sociale et du leadership des jeunes en Afrique. Fondateur du Mouvement des Jeunes pour la Paix et la Sécurité en Afrique (MJPP) et président de  l’Observatoire Panafricain de la Paix et la Sécurité ( OPPASEC), il a été décoré Chevalier de l’Ordre National du Mérite par le président du Togo en 2025. Lauréat de plusieurs distinctions africaines et internationales, il a représenté le Togo dans des forums de haut niveau sur la paix et la jeunesse à travers le continent et au-delà.

## Biographie et carrière
Makouvia est le fondateur du Mouvement des Jeunes pour la Paix et la Sécurité en Afrique (MJPP) et président de l’Observatoire pour la Prévention et la Protection des Acteurs et Structures Électoraux en Afrique (OPPASEC). Il est également coordinateur Afrique de l’International Peace and Conflict Studies Laboratory (IPCSL-USA).
Il a dirigé des missions d’observation électorale au Nigeria et en Gambie. Il a également été invité comme conférencier et représentant du Togo lors d’événements internationaux tels que le World Ministers Forum en Corée du Sud en 2024 et l’International Youth Fellowship à Séoul.

## Distinctions
En reconnaissance de ses actions, Makouvia a reçu :
- le Grand Prix Panafricain des Leaders en 2023[7] ;
- le titre de Meilleur Promoteur du Leadership Innovant en Afrique en 2024[8] ;
- Chevalier de l’Ordre National du Mérite en 2025[1].
- Meilleur Manager Africain en Leadership et Promotion de la Paix (Rwanda)[9].

## Engagement pour la paix
Makouvia anime des formations et conférences sur la prévention des conflits et la cohésion sociale, notamment en Tunisie en 2023. Il promeut une vision du leadership axée sur la responsabilité et la stabilité en Afrique. Il a également reçu le soutien public de personnalités telles que l’Ooni d’Ife au Nigeria.